# 마담
마담(프랑스어: Madame)은 프랑스어로 기혼 여성 (또는 지위가 높은 여성, 고위 여성, 또는 여성 전반)에 대한 경칭이다.
영어로 된 여성을 위한 공손하고 격식을 차린 형식이며, 종종 ma'am(미국 영어에서는 /ˈmæm/으로 발음되고 영국식 영어에서는 /ˈmɑːm/로 발음됨)으로 축약된다. 이 용어는 "부인"을 의미하는 "ma dame"에서 프랑스 마담에서 파생된다. 프랑스어에서 약어는 "Mme" 또는 "Mme"이고 복수형은 mesdames(약어 "Mmes" 또는 "Mmes")이다. 이 용어는 궁극적으로 "여주인"을 의미하는 라틴어 domina에서 파생된다.